# آی‌ان‌اس کیرچ (پی۶۲)

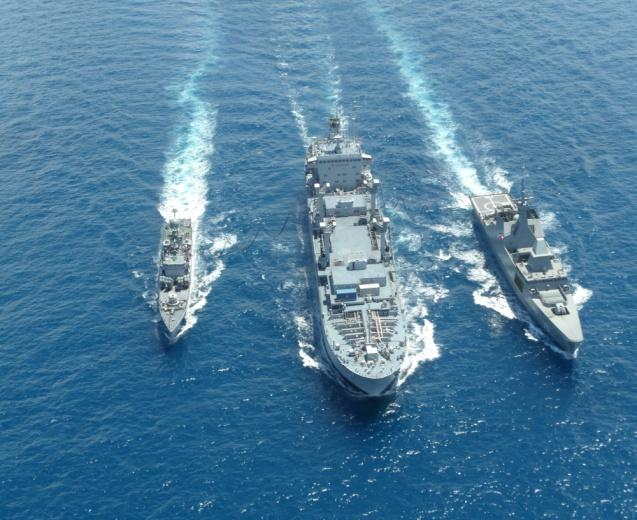
آی‌ان‌اس کیرچ (پی۶۲)

آی‌ان‌اس کیرچ (پی۶۲) (به انگلیسی: INS Kirch (P62)) یک کشتی است که طول آن ۹۱٫۱ متر (۲۹۹ فوت) می‌باشد. این کشتی در سال ۱۹۹۵ ساخته شد.